# سيميفريدو
سيميفريدو (بالإيطالية: Semifreddo)‏، وتعني نصف بارد، وهو نوعٌ من الحلويات المُجمَّدة المشابهة للآيس كريم. يعود أصله إلى حلوى البارفيه الفرنسية، وقد ظهرت هذه الحلوى لأول مرة في ايطاليا خلال القرن التاسع عشر، إلا أنها لم تكتسب شعبية واسعة إلا في أوائل القرن العشرين.

## طريقة التحضير
تُحضرهذه الحلوى من صفار البيض، والسكر، والقشدة، وهي شبيهةٌ بقوام الموسّ المجمد أو الكعك. ويختلف البارفيه الفرنسي عن السيميفريدو في أنه لا يحتوي على المرينغ الإيطالي، حيث يُستعاض عنه بمزيج بات أبومب، وهو خليط من صفار البيض والسكر المخفوق. بعض الأنواع الأخرى مثل بسكويت الغياتشياتو، تحتوي على المرينغ الإيطالي، إلى جانب الكريمة المخفوقة جزئيًا وهرس الفاكهة.